# Lydia Leonard

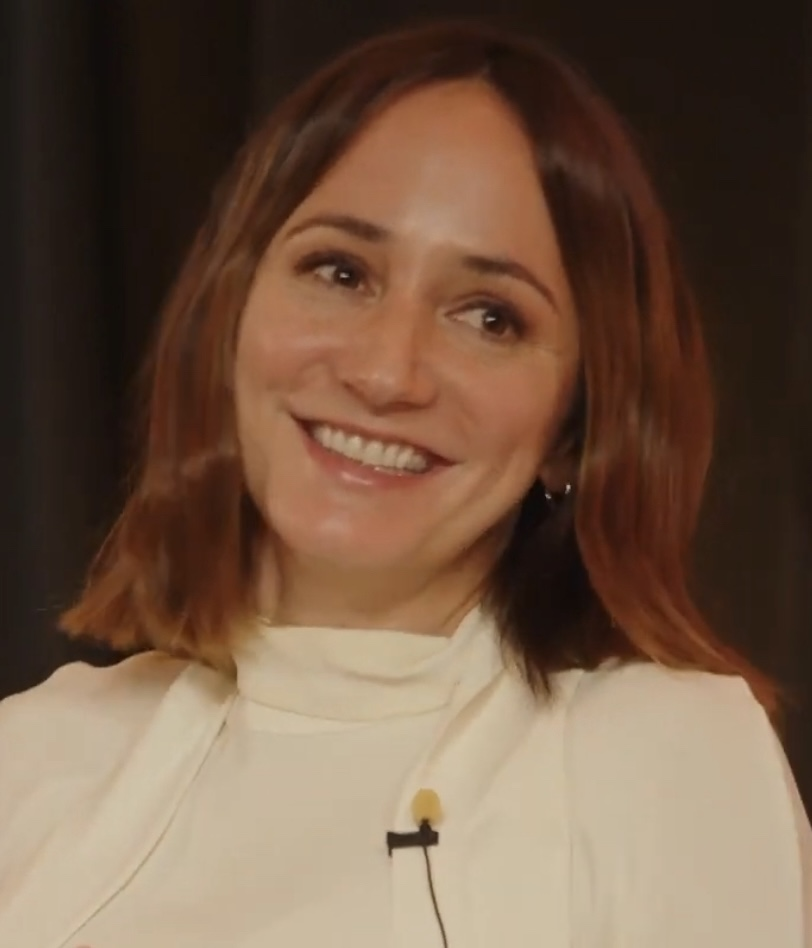
Lydia Leonard

Lydia Leonard (* 5. Dezember 1981 in Paris) ist eine britische Schauspielerin.

## Leben
Lydia Leonard wurde in Paris geboren, wo sie die ersten fünf Jahre verbrachte. Anschließend übersiedelte sie nach Großbritannien, dort besuchte sie die Bedales School in Hampshire. Eine Schauspielausbildung erhielt sie an der Bristol Old Vic Theatre School.
Mit der Royal Shakespeare Company stand sie unter anderem als Polyxena in Hekabe von Euripides an der Seite von Vanessa Redgrave in der Titelrolle auf der Bühne. 2010 spielte sie am Novello Theatre die Rolle der Jacqueline Kennedy Onassis im Theaterstück Onassis von Martin Sherman. In einer Bühnenfassung der Romane Wolf Hall und der Fortsetzung Bring up the Bodies von Hilary Mantel spielte sie die Rolle der Anne Boleyn. Im Rahmen der Verleihung der Tony Awards 2015 wurde sie dafür als beste Nebendarstellerin nominiert.
Im Filmdrama Archipelago von Joanna Hogg mit Tom Hiddleston spielte sie dessen Filmschwester Cynthia. Für diese Rolle wurde sie im Rahmen der Chlotrudis Awards 2015 als beste Nebendarstellerin nominiert. Von 2017 bis 2019 verkörperte sie in der Serie Absentia mit Stana Katic die Rolle der Journalistin Logan Brandt / Laurie Colson. In  Last Christmas mit Emilia Clarke war sie 2019 als deren Schwester Marta zu sehen.
2019 übernahm sie in der Dramaserie Gentleman Jack die Rolle der Marianna Lawton. 2022 gehörte sie in der Serie Ten Percent von Amazon Prime Video, einem Remake der französischen Serie Call My Agent!, als Rebecca zur Hauptbesetzung. In der fünften Staffel der Netflix-Serie The Crown wurde sie als Cherie Blair besetzt, an der Seite von Bertie Carvel als Tony Blair. In der Filmkomödie Fearless Flyers – Fliegen für Anfänger (2023) hatte sie eine Hauptrolle als unter Flugangst leidende Passagierin Sarah.
In den deutschsprachigen Fassungen wurde sie unter anderem von Sarah Riedel (Inspector Barnaby), Katharina Groth (Spooks – Im Visier des MI5), Kristina von Weltzien (Ashes to Ashes – Zurück in die 80er), Marion Mainka (Da Vinci’s Demons), Anne Düe (River), Aline Staskowiak (Absentia und Last Christmas), Carolina Vera (Gentleman Jack), Gisa Bergmann (Born of War), Dana Friedrich (Inside Wikileaks – Die fünfte Gewalt) sowie von Angela Wiederhut (The Legendary Dragon – Der Letzte seiner Art) synchronisiert.
Neben ihrer Tätigkeit als Schauspielerin war sie auch als Hörspielsprecherin für die BBC und Sprecherin für Computerspiele tätig, unter anderem ab 2011 für Star Wars: The Old Republic als Lana Beniko.

## Filmografie (Auswahl)
- 2004: Foyle’s War – The French Drop (Fernsehserie)
- 2004: Inspector Barnaby – Haus voller Hass (Midsomer Murders, Fernsehserie)
- 2004: The Heat of the Story (Kurzfilm)
- 2005: Rom – Der gestohlene Adler (Rome, Fernsehserie)
- 2005: Jericho (Mini-Serie)
- 2006: The Line of Beauty (Mini-Serie)
- 2006: True True Lie
- 2008: Ashes to Ashes – Zurück in die 80er (Ashes to Ashes, Fernsehserie, eine Episode)
- 2008: Casualty 1907 (Mini-Serie)
- 2008: Margaret Thatcher: The Long Walk to Finchley (Fernsehfilm)
- 2008: The 39 Steps (Fernsehfilm)
- 2009: Casualty 1909 (Fernsehserie)
- 2010: Archipelago
- 2011: Spooks – Im Visier des MI5 (Spooks, Fernsehserie, eine Episode)
- 2011: Law & Order: UK – Gefährliche Liebschaften (Fernsehserie)
- 2012: Whitechapel (Fernsehserie)
- 2013: Da Vinci’s Demons – Das Urteil (Fernsehserie)
- 2013: The Legendary Dragon – Der Letzte seiner Art (Legendary: Tomb of the Dragon)
- 2013: Inside Wikileaks – Die fünfte Gewalt (The Fifth Estate)
- 2013: Birds Fly South (Kurzfilm)
- 2013: Ambassadors – The Tazbek Spring (Fernsehserie)
- 2013: Lucan (Mini-Serie)
- 2014: True Love (Kurzfilm)
- 2014: Born of War
- 2015: Life in Squares (Mini-Serie)
- 2015: River (Mini-Serie)
- 2016: The Prevailing Winds (Kurzfilm)
- 2017: Nachdem ich ihm begegnet bin (Apple Tree Yard, Mini-Serie)
- 2017: Quacks (Fernsehserie)
- 2017–2019: Absentia (Fernsehserie)
- 2019: Last Christmas
- 2020: Flesh and Blood (Mini-Serie)
- 2021: Red Election (Fernsehserie)
- 2019–2022: Gentleman Jack (Fernsehserie)
- 2022: Ten Percent (Fernsehserie)
- 2023: Fearless Flyers – Fliegen für Anfänger (Northern Comfort)
- 2023: The Rabbi's Son (Kurzfilm)
- 2024: The Crown (Fernsehserie, fünf Episoden)
- 2024: McDonald & Dodds – The Rule of Three (Fernsehserie)
- 2024: We Are Lady Parts  (Fernsehserie, vier Episoden)
- 2024: Funny Woman (Fernsehserie, drei Episoden)
- 2024: A Very Royal Scandal (Miniserie, drei Episoden)
- 2024: Wölfe (Miniserie, vier Episoden)

## Auszeichnungen und Nominierungen
Tony Awards 2015
- Nominierung als beste Nebendarstellerin für Wolf Hall Parts One & Two[6]

Chlotrudis Awards 2015
- Nominierung als beste Nebendarstellerin für Archipelago[8]